# Lobeliowe
Lobeliowe, stroiczkowe (Lobelioideae) – takson wyróżniany w randze podrodziny dzwonkowatych, w niektórych ujęciach systematycznych nierzadko podnoszony do rangi rodziny (wówczas określanej mianem lobeliowatych lub stroiczkowatych Lobeliaceae). Należy tu ok. 29 rodzajów i 1200 gatunków żyjących głównie w strefie międzyzwrotnikowej. Lobeliowe spotykane również w innych strefach – w Polsce jedynym dzikim rodzajem jest lobelia. Nie występują w strefie arktycznej, na Bliskim i Środkowym Wschodzie. Najczęstsze w Ameryce. Rośliny wieloletnie – byliny lub specyficzne rośliny drzewiaste (np. Lobelia deckenii).

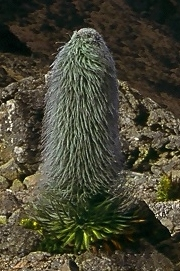
Drzewiasta Lobelia telekii na górze Kenia

## Rodzaje
W obrębie taksonu wyróżnia się następujące rodzaje
| - rodzaj: Apetahia Baill. - rodzaj: Brighamia A. Gray - rodzaj: Burmeistera H. Karst. & Triana - rodzaj: Calcaratolobelia Wilbur - rodzaj: Centropogon C. Presl - rodzaj: Clermontia Gaudich. - rodzaj: Cyanea Gaudich. - rodzaj: Delissea Gaudich. - rodzaj: Dialypetalum Benth. - rodzaj: Diastatea Scheidw. - rodzaj: Dielsantha E. Wimm. - rodzaj: Downingia Torr. - rodzaj: Grammatotheca C. Presl - rodzaj: Heterotoma Zucc. - rodzaj: Hippobroma G. Don - rodzaj: Howellia A. Gray | - rodzaj: Hypsela C. Presl - rodzaj: Isotoma (R. Br.) Lindl. - rodzaj: Legenere McVaugh - rodzaj: Lobelia L. – lobelia, stroiczka - rodzaj: Lysipomia Kunth - rodzaj: Monopsis Salisb. - rodzaj: Palmerella A. Gray - rodzaj: Porterella Torr. - rodzaj: Pratia Gaudich. - rodzaj: Ruthiella Steenis - rodzaj: Sclerotheca A. DC. - rodzaj: Siphocampylus Pohl - rodzaj: Solenopsis C. Presl - rodzaj: Trematolobelia Zahlbr. ex Rock - rodzaj: Trimeris C. Presl - rodzaj: Unigenes E. Wimm. |

## Pozycja systematyczna
Lobeliowate mają status podrodziny w systemie APG III, podobnie jak w systemie Englera i Cronquista. Jako rodzina wyróżniane są w systemach Dahlgrena i Tachtadżana.